# 인터젠더
인터젠더(Intergender)는 성별 젠더를 남성과 여성 둘로만 분류하는 기존의 이분법적인 성별 구분(Gender binary)을 벗어나 자기 젠더가 남성과 여성 사이라고 여기는 정체성을 말한다. 또는 그러한 성 정체성을 가지고 있는 사람들을 가리킬 때에도 사용된다.
간성인이 아니라도 인터젠더로 정체화 하기도 한다.